# Klamný závěr

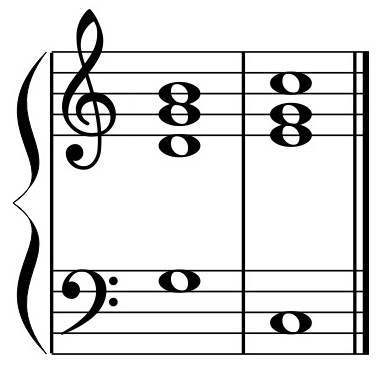
Příklad č. 1: celý závěr (rozvod dominanty do tóniky v C dur)

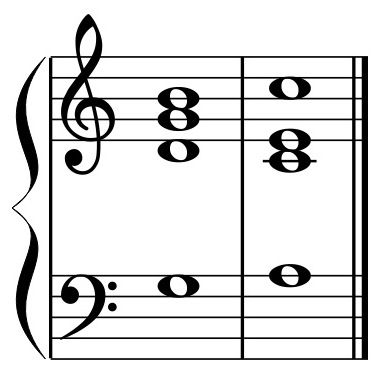
Příklad č. 2: klamný závěr (rozvod dominanty do akordu na VI. stupni v C dur)

Klamný závěr (neboli klamný spoj či též klamný rozvod) je pojem z oblasti nauky o harmonii, která patří mezi základní hudebně kompoziční nauky.
Dominanta, tedy akord na V. stupni tóniny, se nejčastěji rozvádí do tóniky, akordu na I. stupni (viz příklad č. 1). Daný úsek skladby tak dospěje k přesvědčivému závěru - tzv. závěru celému. Pokud ale po dominantě namísto očekávané tóniky následuje akord na VI. stupni tóniny, vznikne tzv. klamný závěr (viz příklad č. 2).